# Aubanuku
Aubanuku  ist ein winziges Motu des Likiep-Atolls der pazifischen Inselrepublik Marshallinseln.

## Geographie
Aubanuku liegt zusammen mit weiteren kleinen Motu (Kidenkan, Anenaan) zwischen Anejaej im Osten und der Westspitze bei Malle im nördlichen Riffsaum des Likiep-Atolls. Die Insel ist unbewohnt.